# Pallacanestro Cantù
Pallacanestro Cantù, denominado Acqua San Bernardo Cantù por motivos de patrocinio, es un club de baloncesto italiano de la pequeña ciudad de Cantú (35.000 habitantes), en la provincia de Como (Lombardía). Fundado en 1936 por Mario Broggi y Angiolino Polli, el Pallacanestro Cantú ha llegado a convertirse en uno de los mejores clubs de baloncesto de Italia y uno de los más prestigiosos de Europa. En su palmarés destacan dos títulos de la Euroliga, cuatro Recopas de Europa, y cuatro Copas Korac. Actualmente compite en la Serie A, la máxima división del baloncesto en Italia, que ha ganado en tres ocasiones y en la cuarta competición europea, la FIBA European Cup.
Pese a que el nombre oficial del club es "Pallacanestro Cantú", ha sido habitualmente conocido por el nombre comercial que ha recibido de los diferentes patrocinadores con los que ha contado a lo largo de su historia: Forst, Clear, Squibb, Ford, Mapooro, Bennet y FoxTown son algunos de los más conocidos.

## Instalaciones
El equipo juega habitualemnte en el Mapooro Arena. En Euroliga utilizan el PalaDesio ya que este sí supera los 5000 espectadores de aforo mínimo que exige la competición. Sin embargo, está en proyecto un nuevo pabellón con capacidad para 7000 espectadores y un coste de 36 millones de euros. Actualmente disputa sus partidos de local en el PalaDesio de Desio, debido a obras en el Mapooro.

## Patrocinadores
Por motivo de patrocinio, el club ha tenido diversos nombres a lo largo de su historia:
| - Milenka Cantù (1954–55) - Oransoda Cantù (1956–58, 1965–69) - Fonte Levissima Cantù (1958–65) - Forst Cantù (1970–77) - Gabetti Cantù (1977–80) - Squibb Cantù (1980–82) - Ford Cantù (1982–83) - Jollycolombani Cantù (1983–85) - Arexons Cantù (1985–87) - Vismara Cantù (1987–90) - Shampoo Clear Cantù (1990–94) - Polti Cantù (1994–99) - Canturina Cantù (1999–2000) - Poliform Cantù (2000–01) | - Oregon Scientific Cantù (2001–04) - Vertical Vision Cantù (2004–06) - Tisettanta Cantù (2006–08) - NGC Cantù (2008–09) - NGC Medical Cantù (2009–10) - Bennet Cantù (2010–12) - chebolletta Cantù (2012) - Mapooro Cantù (2012, Euroliga Competición Europea) - Lenovo Cantù (2013) - FoxTown Cantù (2013, Euroliga Competición Europea) - Acqua Vitasnella Cantù (2013–2016) - Red October (2016-2018) - Acqua San Bernardo (2018-) |

## Registro por Temporadas
| Temporada | División | Liga    | Posición | Play-Offs        | Copa Italiana    | Competición Europea | Competición Europea |
| --------- | -------- | ------- | -------- | ---------------- | ---------------- | ------------------- | ------------------- |
| 2009–10   | 1        | Serie A | 4        | Cuartos de final | –                | –                   |                     |
| 2010–11   | 1        | Serie A | 2        | Subcampeones     | Subcampeones     | 2 Eurocup           | Fase de grupos      |
| 2011–12   | 1        | Serie A | 3        | Cuartos de final | Subcampeones     | 1 Euroleague        | Top 16              |
| 2012–13   | 1        | Serie A | 7        | Semifinales      | –                | 1 Euroleague        | Fase de grupos      |
| 2013–14   | 1        | Serie A | 3        | Cuartos de final | Cuartos de final | 2 Eurocup           | Last 32             |
| 2014–15   | 1        | Serie A | 7        | Cuartos de final | –                | 2 Eurocup           | Fase de grupos      |
| 2015–16   | 1        | Serie A | 11       | -                | -                | 2 Eurocup           | Last 32             |
| 2016–17   | 1        | Serie A | 14       |                  |                  |                     |                     |
| 2017–18   | 1        | Serie A | 7        |                  | Semifinales      |                     |                     |
| 2018–19   | 1        | Serie A | 10       |                  |                  | 3 Champions League  | QR                  |

## Palmarés

### Títulos internacionales
- 2 Copas de Europa: 1981-82, 1982-83.
- 4 Recopas de Europa: 1976-77, 1977-78, 1978-1979, 1980-81.
- 4 Copas Korac: 1972-73, 1973-74, 1974-75, 1990-91.
- 2 Copa Intercontinental de Baloncesto: 1974-1975, 1981-1982.

### Títulos nacionales
- 3 Ligas Italianas de Baloncesto: 1967-1968, 1974-1975, 1980-1981.
- 2 Supercopas Italianas de Baloncesto: 2003-2004, 2012-2013.

## Jugadores destacados
| - Pietro Aradori - Renzo Bariviera - Gianluca Basile - Giacomo Bloise - Giuseppe Bosa - Eros Buratti - Roberto Chiacig - Andrea Cinciarini - Paolo Conti - Marco Cusin - Fabrizio Della Fiori - Stefano Gentile - Andrea Gianolla - Davide Lamma - Stefano Mancinelli - Denis Marconato - Pierluigi Marzorati - Michele Mian - Andrea Michelori - Piero Montecchi - Davide Pessina - Carlo Recalcati - Antonello Riva - Alberto Rossini - Alberto Tonut - Rodolfo Valenti - Alessandro Zorzolo - Benjamin Ortner - Yves Dupont - Edin Bavčić - Rowan Barrett - Ivan Buva - Diego Fajardo - Albert Miralles - George Adams - Michel Morandais | - Manuchar Markoishvili - Giorgi Shermadini - Oliver Narr - Misan Nikagbatse - Sofoklis Schortsanitis - Povilas Čukinas - Mindaugas Katelynas - Rimantas Kaukėnas - Geert Hammink - Jakub Kudlacek - Cheikh Mbodj - Goran Jurak - Vladimir Micov - Marko Šćekić - Fredik Jonzen - Kevin Anderson - Mitchell Anderson - Richard Anderson (baloncestista) - Thurl Bailey - Dave Batton - Walter Berry (baloncestista) - Roosevelt Bouie - Jim Brewer - Denham Brown - Wallace Bryant - Adrian Caldwell - Lorenzo Charles - James Collins (baloncestista) - Michael Curry - John Ebeling - Barry Elder - Gerald Fitch - Bruce Flowers - Sundiata Gaines - Ricky Gallon - Jerry Green - Mike Green | - Samuel Hines - Craig Hodges - Othyus Jeffers - Nathaniel Johnson - Darius Johnson-Odom - DeQuan Jones - Michael-Hakim Jordan - Chris King - Charles Kupec - Maarten Leunen - Danny Lewis - David Lighty - Renaldo Major - Clyde Mayes - Jerry McCullough - The Panda's Friend - Pete Myers - Johnny Neumann - Brian Oliver - Kevinn Pinkney - Terrence Rencher - Jerry Reynolds - Jason Rich - Lou Roe - Shawnta Rogers - Theron Smith - Jerry Smith - Kebu Stewart - Greg Stokes - Terry Stotts - Marvis Thornton - Jeff Turner - Tyson Wheeler - Glen Whisby - Travis Williams | - Lamayn Wilson - Harthorne Wingo - Rickie Winslow - DaShaun Wood - Nicolás Gianella - Marcelo Damiao - Jonathan Tabu - Hervé Touré - Phill Jones - Vlad Mavrin - Miroslav Pecarski - Nicolás Mazzarino - Eric Williams - Doron Perkins - Damian Hollis - Donnie McGrath - Ron Rowan - Alex Tyus - Tony Binetti - Brett Blizzard - Dante Calabria - Dan_Gay - Pace Mannion - Matt Santangelo - Casey Shaw - Shaun Stonerook - Torin Francis - Adrian Uter - Joe Ragland - Marques Green - Marcel Jones - James Feldeine - Mohamed Abukar - Greg Brunner - Doremus Bennerman |